# Richie Williams (cestista)
Richard Lawrence Williams, detto Richie (San Diego, 22 agosto 1987), è un cestista statunitense.

## Palmarès

### Squadra
- Coppa di Finlandia: 1

Helsinki Seagulls: 2020
- ProA: 1

Rasta Vecta: 2013

### Individuali
- ProA MVP: 1

Rasta Vecta: 2013